# Alan Durward
Alan Durward (dall'inglese door ward, "usciere"; ... – morto tra il 1268 e il 1275) è stato un nobile e politico scozzese, giudice e reggente del regno di Scozia durante la metà del XIII secolo. Anche ricordato come Alan de Lundie e Alan Hostarius, fu uno degli uomini politici di maggior rilievo della Scozia medievale.
Proveniente da una famiglia della piccola nobiltà, entrò nelle grazie di re Alessandro II di Scozia che lo nominò suo amministratore di fiducia. Alla sua morte nel 1249, divenne reggente del successore Alessandro III, entrando in forte contrasto col grande feudatario Walter Comyn, anch'egli aspirante reggente. Durward, a capo del partito filoinglese, si scontrò quindi aspramente con Comyn e i suoi seguaci, e per alcuni anni la Scozia fu preda di conflitti interni che resero il regno ingovernabile.
Dalla forte ambizione personale, Durward cercò di ottenere numerose terre e titoli, spesso scontrandosi con gli altri feudatari scozzesi. Conte di Atholl jure uxoris per breve tempo, cercò di spodestare i parenti della defunta moglie; in seconde nozze sposò una figlia illegittima di Alessandro II, tentando di farla riconoscere come erede al trono del fratello Alessandro III ed esternando così le sue mire sulla Corona scozzese, venendo per questo spodestato da Comyn ed Enrico III d'Inghilterra. Temporaneamente sconfitto, tra il 1251 e il 1255 si rifugiò alla corte inglese, riguadagnando la fiducia di Enrico, che lo ristabilì come reggente di Scozia nel 1255. Inimicatosi la Chiesa, fu scomunicato e nuovamente sconfitto da Comyn nel 1257. Riacquisì infine la tutela di Alessandro III nel 1258, ma ormai il sovrano era già indipendente e il potere di Durward si ridusse di molto.
Terminata la reggenza, continuò ad amministrare i suoi feudi e a combattere per la Scozia, partecipando alla guerra contro i vichinghi e morendo in una data imprecisata tra il 1268 e il 1275. In virtù del suo secondo matrimonio, il nipote Nicholas de Soules tentò in seguito di reclamare il trono scozzese dopo la morte di Alessandro III, ma senza successo; il clan Durward vide quindi man mano diminuire il proprio potere, fino a disperdersi alcuni secoli più tardi.

## Biografia

### Origini
Alan Durward era il figlio di Thomas de Lundie, Usciere di Scozia (dal latino Hostarius, cognome alternativo della sua famiglia). La carica era ereditaria, e la corruzione gaelica del termine door ward ("usciere", trasformato in Dyrwart e poi ingentilito in Durward) divenne infine il cognome della sua famiglia, una delle più vicine alla dinastia reale scozzese in quanto amministratrice dei possedimenti del sovrano. Aveva un fratello minore di nome Colin, anch'egli Usciere, che gli fece da testimone in alcuni atti ufficiali, uniche prove della sua esistenza. Un David Durward è citato dagli annali dell'abbazia di Dunfermline nel 1231, e anch'egli potrebbe essere stato un fratello o comunque un parente dell'Usciere.
L'identità della madre non è certa, anche se alcune tradizioni la identificano come la figlia o comunque una parente stretta di Malcolm, conte di Atholl, vissuto alla fine del XII secolo. Un testo scozzese medievale, il Liber Vitæ, afferma che Malcolm avesse due figlie, Cristina e Margaret, e non è improbabile che una di loro potesse essere la madre di Alan e Colin Durward. Nemmeno la data di nascita di Alan Durward è nota, oscillando tra gli anni 1190 e gli anni 1220. Le sue prime menzioni certe sono in due donazioni effettuate da Alessandro II di Scozia, la prima all'abbazia di Arbroath il 12 ottobre 1233 e la seconda all'abbazia di Holyrood il 5 gennaio 1234, segno che in tali date era già vecchio abbastanza da potervi fare da testimone.

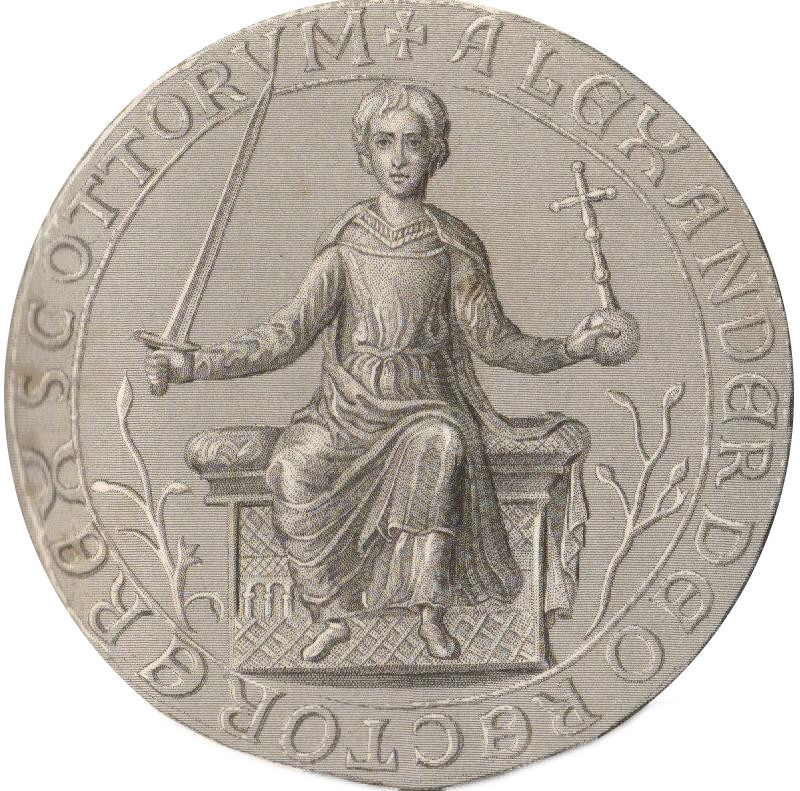
Sigillo di Alessandro II di Scozia, sovrano che favorì l'ascesa di Alan Durward

### Il conte mancato
La famiglia Durward possedeva allora dei feudi nella contea di Angus, dove probabilmente crebbe il giovane rampollo. Doveva essere già attivo nel secondo decennio del XIII secolo, e probabilmente combatté per Alessandro II di Scozia durante la guerra contro il clan Meic Uilleim. Dopo lo sterminio dei ribelli, il sovrano ricompensò i Durward con alcune delle terre degli sconfitti presso Loch Ness, e probabilmente fu proprio Alan Durward a far iniziare la costruzione del castello di Urquhart. Proprio ad Urquhart il nobile fu spesso in contrasto con la Chiesa locale, e nel corso degli anni furono numerosi i procedimenti legali per la corretta ripartizione delle proprietà del posto. Le sue proprietà erano vaste, tanto che poté crearsi una propria grande riserva di caccia, Lintrathen Park, simbolo del suo status, di cui si è conservata una porzione. Il clan Comyn possedeva molte terre adiacenti a quelle dei Durward, che inevitabilmente causarono frizioni e misero l'una contro l'altra le due famiglie comitali.
La contea di Atholl, anche a causa delle sue parentele, fu uno dei feudi su cui Durward cercò di mettere le mani per tutta la vita, con limitato successo. Benché non sia noto con precisione quando, riuscì a sposare la contessa Isabella di Atholl (sua cugina) dopo la morte del suo primo marito Thomas di Galloway nel 1231, e Durward cominciò così a definirsi conte di Atholl jure uxoris, titolo che esibì con certezza tra il 1233 e il 1235. Tale unione tuttavia non viene considerata effettivamente avvenuta da alcuni studiosi, i quali credono che Durward si fregiasse del titolo di conte di Atholl solo come pretendente e non come effettivo detentore.
Isabella comunque morì pochi anni dopo e Durward non riuscì a conservare il titolo, che passò prima al suo figliastro Patrick, e poi alla sorella di Isabella Forflissa e alla sua discendenza. Tentò di contestare l'ascesa della nuova contessa facendo valere i diritti della figlia primogenita Lora, avuta con Isabella, ma non ebbe successo.

### Ascesa al potere e prima reggenza
Nel 1244 divenne Giudice di Scozia, partecipando nello stesso anno al giuramento di fedeltà di Alessandro II nei confronti di Enrico III d'Inghilterra e figurando come il primo tra i nobili scozzesi a prestarlo, segno della sua importanza. L'ascesa di Durward durante gli anni 1240 fu favorita anche dalla volontà di Alessandro II di porre un freno alle ambizioni del clan Comyn, famiglia allora tra le più potenti della Scozia.

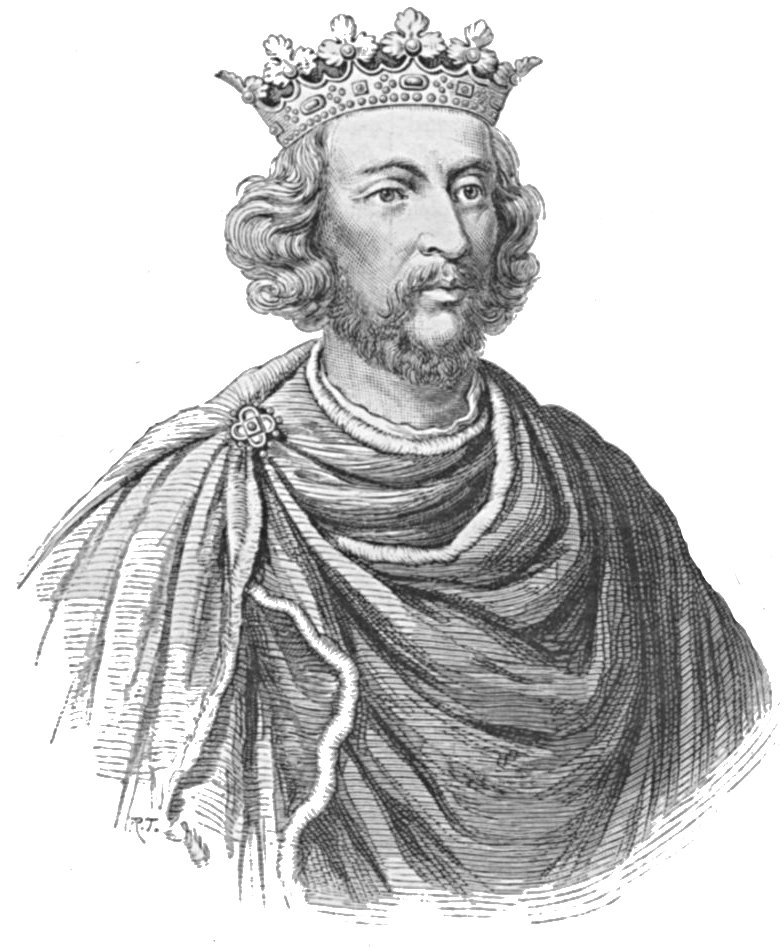
Le fortune di Durward furono fortemente dipendenti dal favore di Enrico III d'Inghilterra (illustrazione) nei suoi confronti

Nel 1249 Alessandro II morì, e data la sua importanza Durward fu a più riprese reggente per suo figlio Alessandro III, tentando di approfittare della minore età del re per consolidare il proprio potere personale. Volendo far mostra della sua autorità, tentò di ritardare l'incoronazione del nuovo re asserendo che non sarebbe potuta avvenire prima della sua nomina a cavaliere, implicando che sarebbe stato lui stesso a nominarlo tale. A tale mossa si opposero fermamente molti grandi feudatari scozzesi, che cominciavano a temere il potere di Durward, capitanati dall'influente Walter Comyn, capo del clan Comyn allora in ascesa. Vista la reazione ferma e compatta della nobiltà scozzese, Durward dovette cedere e permettere che Alessandro venisse incoronato a una settimana dalla morte del genitore. Da allora Alan Durward e Walter Comyn sarebbero divenuti acerrimi rivali, competendo per il controllo della reggenza di Alessandro III durante il decennio seguente. Dal 1249 al 1251 fu Durward a prevalere, controllando da solo la reggenza per il giovane sovrano. Ciò risultò sgradito a re Enrico III d'Inghilterra, che aveva combinato il matrimonio tra la figlia Margherita e Alessandro III, tentando di influenzare tramite le nozze il sovrano scozzese.
Già vedovo da lungo tempo, Alan Durward si risposò con Marjorie, figlia illegittima di Alessandro II. Secondo la Cronaca di Melrose, tale unione era puramente politica e frutto della sua ambizione personale, poiché nel 1251 scrisse a papa Innocenzo IV con la mediazione dell'abate di Dunfermline Robert de Keldeleth (suo sostenitore) tentando di far riconoscere la moglie come una figlia legittima del defunto re. Lo scopo recondito era chiaro: l'aristocratico sperava di renderla erede al trono del giovane Alessandro e diventare a sua volta re di Scozia, nel caso il ragazzo fosse morto. Le lettere di Durward vennero tuttavia intercettate dalle spie inglesi, e col pieno appoggio di Walter Comyn Enrico III le sfruttò in occasione del matrimonio tra sua figlia e Alessandro il giorno di Natale del 1251, rivelando le manovre del reggente e accusandolo di complottare contro il giovane re scozzese. Vistosi messo alle strette, per evitare ritorsioni da parte dei nobili conterranei Durward si dimise dalla carica di reggente e andò in esilio nel regno d'Inghilterra, presso la corte dello stesso Enrico III, che accettò di ospitarlo. Data la sua fuga, venne privato del titolo di Giudice di Scozia.

### Primo esilio in Inghilterra
Mentre la reggenza e quindi la Scozia cadevano sotto il controllo di Walter Comyn, Durward col tempo seppe abilmente guadagnarsi il favore di Enrico, progettando quindi un suo ritorno al potere in patria. Nel 1253 seguì Enrico III in una campagna militare nel regno di Francia, avvicinandosi sempre più al sovrano inglese e cominciando a minare il sostegno inglese a Comyn. Durante quegli anni il governo dei Comyn si rivelò impopolare e corrotto, e molti dei nobili che li avevano sostenuti cominciarono a rivoltarsi e ad appellarsi a Durward perché facesse intervenire nuovamente Enrico III; tra questi, Patrick Dunbar, VII conte di March, Malise II, conte di Strathearn, Robert Bruce, V signore di Annandale, Alexander Stewart, IV grande intendente di Scozia e Niall, conte di Carrick, che lo raggiunsero presto in Inghilterra divenendo quindi suoi sostenitori. Particolarmente stretto pareva essere il rapporto tra Durward e il conte di Strathearn, di cui figurava nominalmente al servizio.

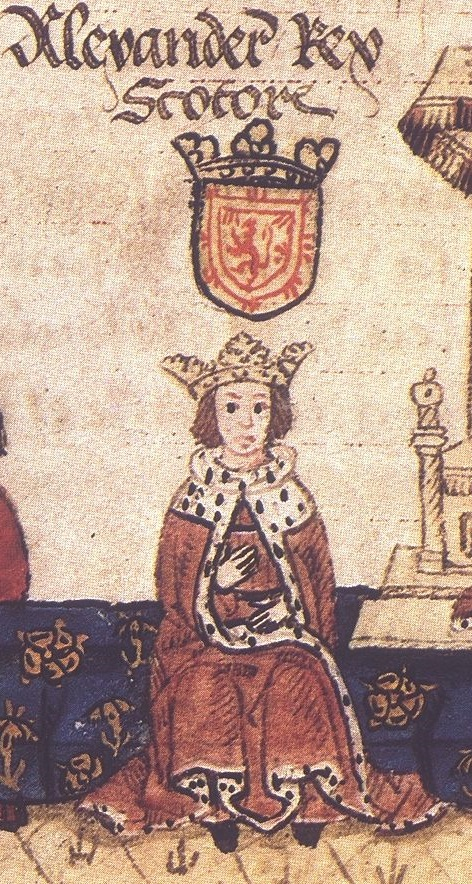
Alessandro III di Scozia, sovrano per cui Alan Durward esercitò più volte la reggenza tra il 1249 e il 1262 (miniatura)

La permanenza alla corte inglese fu indubbiamente positiva per Durward. Nel 1252 gli fu concesso dal re il permesso di cacciare e uccidere sei cervi nelle foreste reali, mentre nel 1254 partecipò al matrimonio tra il futuro Edoardo I d'Inghilterra ed Eleonora di Castiglia, segni che doveva essere un personaggio rilevante. Durante questo periodo riuscì anche ad ottenere una pensione regia, un risarcimento per un cavallo perso in guerra e addirittura, in cambio della seguente remissione delle pensioni arretrate, la proprietà del castello di Bolsover, che detenne dal 1257 al 1274 esente da tassazioni.

### Seconda reggenza
Nel 1255, approfittando delle sessioni del Parlamento scozzese che tenevano impegnato Comyn, Durward rientrò in Scozia e assieme al conte di March prese d'assalto il castello di Edimburgo, conquistandolo e prendendo in custodia Alessandro III e sua moglie Margherita. Poco dopo Enrico III giunse a sua volta in Scozia con un esercito, e in un concilio della nobiltà scozzese tenuto al castello di Wark in Tyndale depose ufficialmente Walter Comyn, affidando nuovamente la reggenza a Durward. Il suo potere, tuttavia, non era più assoluto come pochi anni prima, poiché Enrico III riuscì ad imporre totalmente il suo volere su Alessandro, dichiarando fuorilegge il clan Comyn e i suoi sostenitori. Durward era, inoltre, ora affiancato da un ampio stuolo di altri reggenti più o meno importanti, al fine di non concedergli troppo potere decisionale. Riuscì, comunque, a riottenere il titolo di Giudice di Scozia il 20 settembre 1255, che conservò per i successivi due anni.
Dovendo dividere il potere, Durward e gli altri reggenti presto non si dimostrarono all'altezza della situazione, lasciando che i Comyn portassero scompiglio in tutta la Scozia. Il punto di non ritorno fu raggiunto quando il vescovo Gamelin, seguace dei Comyn e addirittura privato della dignità ecclesiastica da Enrico III, poté impossessarsi facilmente della diocesi di Edimburgo. Durward allora dispose il sequestro delle sue terre e dei suoi beni, costringendo Gamelin a fuggire a Roma e a denunciarlo a papa Alessandro IV, che provvide a scomunicare Durward e gli altri reggenti per aver interferito con l'amministrazione ecclesiastica. Enrico III, che non aveva intenzione di permettere ai sostenitori dei Comyn di riguadagnare il potere, si oppose al suo ritorno in Inghilterra, appoggiando di fatto Durward e gli altri reggenti filoinglesi.
La scomunica subita da Durward fu comunque fatale alla sua autorità, poiché spinse molti scozzesi a non riconoscerlo più come reggente e ad appoggiare invece i Comyn, che passarono quindi all'attacco. Il 29 ottobre 1257 Walter Comyn sorprese Alessandro III a Kinross, rapendolo e tenendolo prigioniero per i mesi successivi, diventando suo reggente di fatto e spodestando nuovamente Durward.

### Secondo esilio e terza reggenza
Coi Comyn nuovamente al potere, per non essere ucciso, Durward fuggì ancora in Inghilterra, invocando un nuovo intervento di Enrico III. Dapprima sull'orlo di una nuova guerra, presto le due parti si accordarono e, l'anno successivo, i Comyn scesero a patti accettando di creare un consiglio di reggenza ibrido, di cui facevano parte sia Walter Comyn che Alan Durward, tornato nel frattempo in Scozia, ma nella sostanza con pochissimo potere residuo. Era una pace assai fragile, e lo stesso Enrico III ammonì i reggenti che se avessero ricominciato a combattersi, la Scozia sarebbe stata invasa dagli inglesi.
A ribaltare la situazione giunse l'improvviso decesso di Walter Comyn alla fine del 1258, morto cadendo da cavallo. Voci insistenti volevano, tuttavia, che fosse stato avvelenato dalla moglie Isabella, contessa di Menteith, e Durward ne approfittò per minare il potere dei Comyn e far ottenere la contea di Menteith ai suoi sostenitori del clan Stewart. Paradossalmente, tuttavia, il potere di Durward come reggente cominciò a diminuire, poiché Alessandro III era ormai quasi adulto e insofferente al dominio dei suoi tutori, soprattutto quelli filoinglesi come Durward, cominciando quindi ad agire in maniera sempre più indipendente dopo la morte di Walter Comyn. Durante questo periodo Durward si riappacificò infine coi Comyn superstiti, conducendo un dominio congiunto della reggenza fino al 1262, al raggiungimento della maggiore età da parte del sovrano, anche se alcuni storici la ritengono effettivamente cessata con la morte di Walter Comyn nel 1258, poiché Durward non seppe più imporsi sul giovane re come le volte precedenti.

### Ultimi anni
Nel 1257, forte di una bolla papale di Alessandro IV in suo favore, tentò di impossessarsi della contea di Mar, poiché vantava una lontana discendenza dai locali feudatari, ma senza particolare successo. Rimasto nelle grazie di Enrico III, nel 1260 il sovrano inglese gli inviò due botti di vino in regalo, giunte nei domini di Durward l'11 novembre 1260. I rapporti col sovrano scozzese parvero distendersi dopo la battaglia di Largs, quando Durward partecipò alle campagne di Alessandro III contro i vichinghi. Unendo le sue truppe a quelle dei Comyn, Durward lanciò quindi attacchi contro la contea di Caithness e l'isola di Skye, in mani norrene, dove prese numerosi ostaggi. In seguito condusse feroci incursioni sulle isole Ebridi, compiendo massacri della popolazione ostile agli scozzesi e accumulando notevoli ricchezze.
Dopo la fine della sua terza e ultima reggenza, l'Usciere parve subire notevoli difficoltà economiche. Nel 1263 venne portato in causa da alcuni mercanti di Lucca dai quali aveva preso in prestito 60 scellini senza mai restituirli, mentre nel 1268 era insolvente e rischiava il sequestro dei suoi beni da parte di Alessandro III. Secondo la Cronaca di Melrose (che comunque gli è fortemente avversa, definendolo l'architetto di tutti i mali) s'indebitò anche coi suoi stessi valvassori, cui più volte prestò falso giuramento di saldare i propri debiti.
L'ultima menzione certa di Alan Durward in vita è del 1266, quando donò un appezzamento di terra all'abbazia di Lindores. Morì qualche anno più tardi, in una data imprecisata tra il 1268, quando la Cronaca di Lanercost registra il suo trapasso, e il 1275, data invece fornita dal cronista Giovanni di Fordun. Venne sepolto nell'abbazia di Coupar Angus, alla quale aveva effettuato delle donazioni mentre era in vita.

## Discendenza
Si sposò due volte, la prima con Isabella, contessa di Atholl, dalla quale ebbe una sola figlia:
- Lora (morta nel 1269).

Alcuni studiosi dubitano della veridicità del suo primo matrimonio, sostenendo che non sia mai avvenuto e che sia frutto di un'interpretazione errata della sua titolatura. Se ciò fosse vero, anche la figura di Lora Durward sarebbe inesistente.
Si risposò con Marjorie di Scozia, figlia illegittima di re Alessandro II di Scozia, e da lei ebbe tre figlie, delle quali però è noto solamente il nome della primogenita:
- Ermengarde (già nata prima del 1251), che sposò il nobile William II de Soules ed ebbe Nicholas de Soules, pretendente al trono di Scozia nella Grande causa dopo l'estinzione dei Dunkeld.[5][20][47]

A un'altra figlia a volte citata ma dall'esistenza incerta, Anne Durward, è attribuito il matrimonio con Colban, conte di Fife, che fu comunque di breve durata per la morte prematura del nobile. Sempre Anne Durward, rimasta vedova, viene poi identificata come la moglie di William Ferrers, figlio di William Ferrers, V conte di Derby, ma l'esattezza di tale affermazione è dubbia.
Alan Durward aveva anche un figlio illegittimo, sir Thomas Durward, che già nel 1256 era cavaliere, segno di una sua età matura già all'epoca, ma che rimase comunque in vita almeno fino al 1296, quando giurò fedeltà a Edoardo I d'Inghilterra.

## Ascendenza
Data la scarsità e spesso anche l'oscurità di linguaggio delle fonti coeve, è possibile ricostruire l'ascendenza di Alan Durward solo in maniera parziale.
|                               |                          |                         | Genitori                  |  |  | Nonni             |  |  | Bisnonni |  |
|                               |                          |                         |                           |  |  | Malcolm de Lundie |  |  | …        |  |
|                               |                          |                         |                           |  |  | Malcolm de Lundie |  |  | …        |  |
|                               |                          | …                       |                           |  |  | Malcolm de Lundie |  |  |          |  |
| Thomas de Lundie              |                          |                         |                           |  |  | Malcolm de Lundie |  |  |          |  |
|                               |                          | figlia del conte di Mar | Gille Críst, conte di Mar |  |  |                   |  |  |          |  |
|                               |                          | figlia del conte di Mar | Gille Críst, conte di Mar |  |  |                   |  |  |          |  |
|                               |                          | figlia del conte di Mar | Orabilis                  |  |  |                   |  |  |          |  |
| Alan Durward                  |                          | figlia del conte di Mar |                           |  |  |                   |  |  |          |  |
|                               | Malcolm, conte di Atholl | Matad, conte di Atholl  |                           |  |  |                   |  |  |          |  |
|                               | Malcolm, conte di Atholl | Matad, conte di Atholl  |                           |  |  |                   |  |  |          |  |
|                               | Malcolm, conte di Atholl | …                       |                           |  |  |                   |  |  |          |  |
| Cristina / Margaret di Atholl | Malcolm, conte di Atholl |                         |                           |  |  |                   |  |  |          |  |
|                               |                          | …                       | …                         |  |  |                   |  |  |          |  |
|                               |                          | …                       | …                         |  |  |                   |  |  |          |  |
|                               |                          | …                       | …                         |  |  |                   |  |  |          |  |
|                               |                          | …                       |                           |  |  |                   |  |  |          |  |

## Eredità
Mancando di figli maschi legittimi che potessero ereditare la sua carica (l'unico erede maschio Thomas era illegittimo), Alan Durward fu l'ultimo Usciere di Scozia, titolo che quindi alla sua morte divenne estinto e mai più ristabilito. Le sue proprietà furono divise tra le tre figlie avute dal secondo matrimonio (la primogenita Lora era nel frattempo morta), e il suo ingente patrimonio fu quindi disperso. Presto il clan Comyn entrò in possesso di molte delle terre un tempo appartenute a Durward, segnatamente il feudo di Urquhart, rafforzando così il proprio potere. Nonostante fonti come la Cronaca di Melrose, favorevole al clan Comyn, ricordino la figura di Durward in modo molto negativo, altri cronisti come Walter Bower gli hanno invece riconosciuto il ruolo fondamentale nella politica scozzese del tempo («un uomo generoso, vigoroso guerriero e fedelissimo al re e al regno»).
I Durward si associarono in seguito al clan Bruce e durante la prima guerra d'indipendenza scozzese furono sostenitori di Roberto I di Scozia, tanto che un Alan Durward omonimo del reggente fu giustiziato dagli inglesi assieme a Nigel Bruce a Berwick-upon-Tweed nel 1306. I Durward, benché non più potenti come un tempo, continuarono ad esistere come un clan minore delle Highlands affiliato o vassallo del clan Gordon, risiedendo in una peel tower della contea di Angus. Entrarono infine in forte contrasto col clan Ogilvy, con cui si scontrarono più volte nel corso dei secoli, pur cercando più volte di legarvisi come avvenne nel 1420 col matrimonio tra Isabel Durward, ereditiera di Lintrathen, e sir Walter Ogilvy, Tesoriere di Scozia. Leggende del clan Ogilvy tramandano come infine i Durward furono annientati in una battaglia e nella loro conseguente rotta, alla quale non sopravvisse alcuno di loro. Nella realtà storica, il clan scomparve lentamente finendo disperso anche tramite l'emigrazione scozzese verso le Americhe e l'Australia; in Scozia i domini dei Durward furono infine acquisiti dal clan Duncan di Lundie.
Delle vaste proprietà di Alan Durward, il parco naturale di Durward's Dyke, piccola parte dello scomparso Lintrathen Park, si è preservato nel contado di Dundee. Il romanzo Quentin Durward di sir Walter Scott (1823), a parte il nome del protagonista che è un richiamo al famoso reggente scozzese, non pare essere correlato in altro modo al clan Durward.